# Katharinenspital (Aschaffenburg)

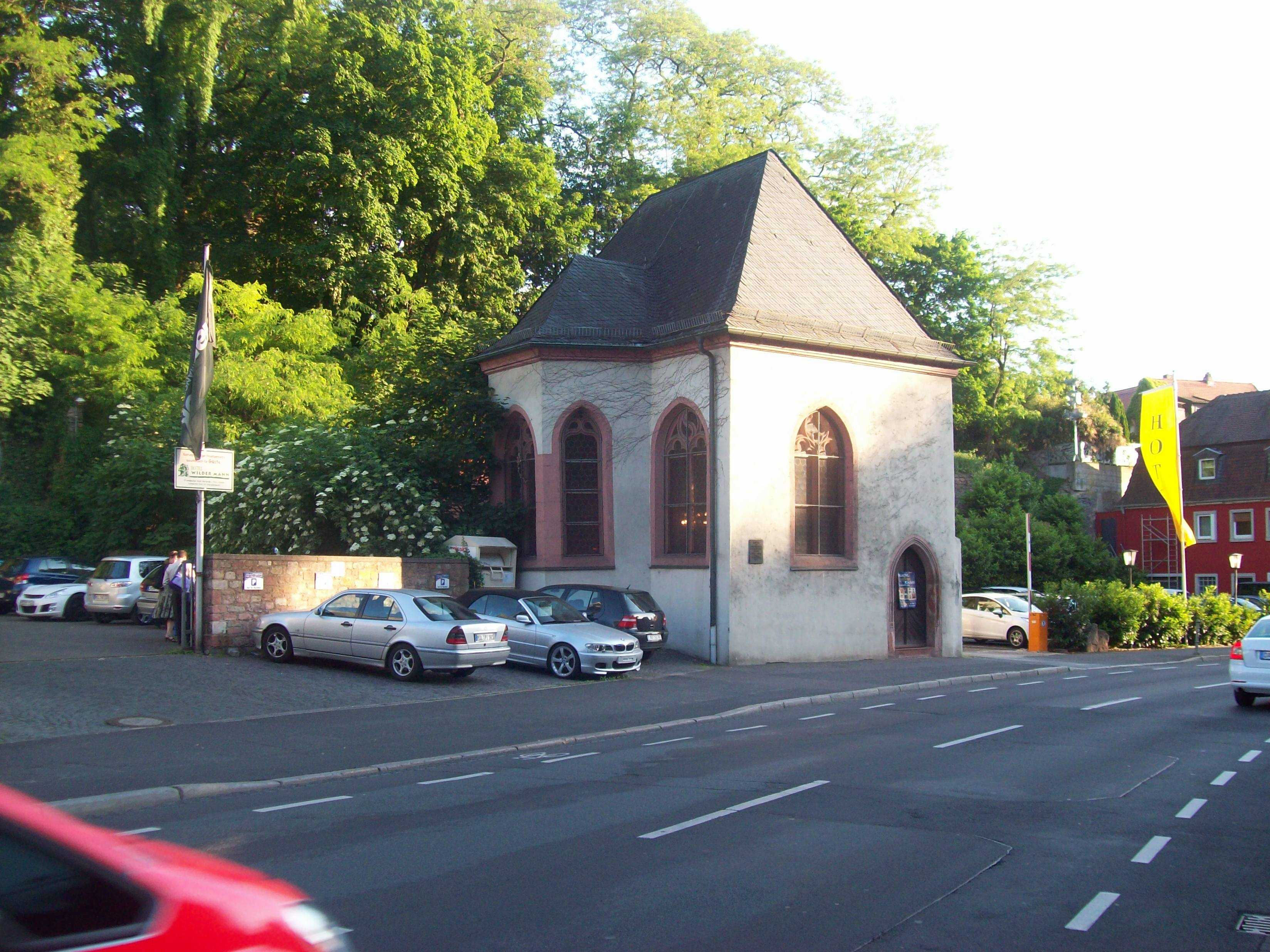
Griechisch-orthodoxe Kirche St. Katharina

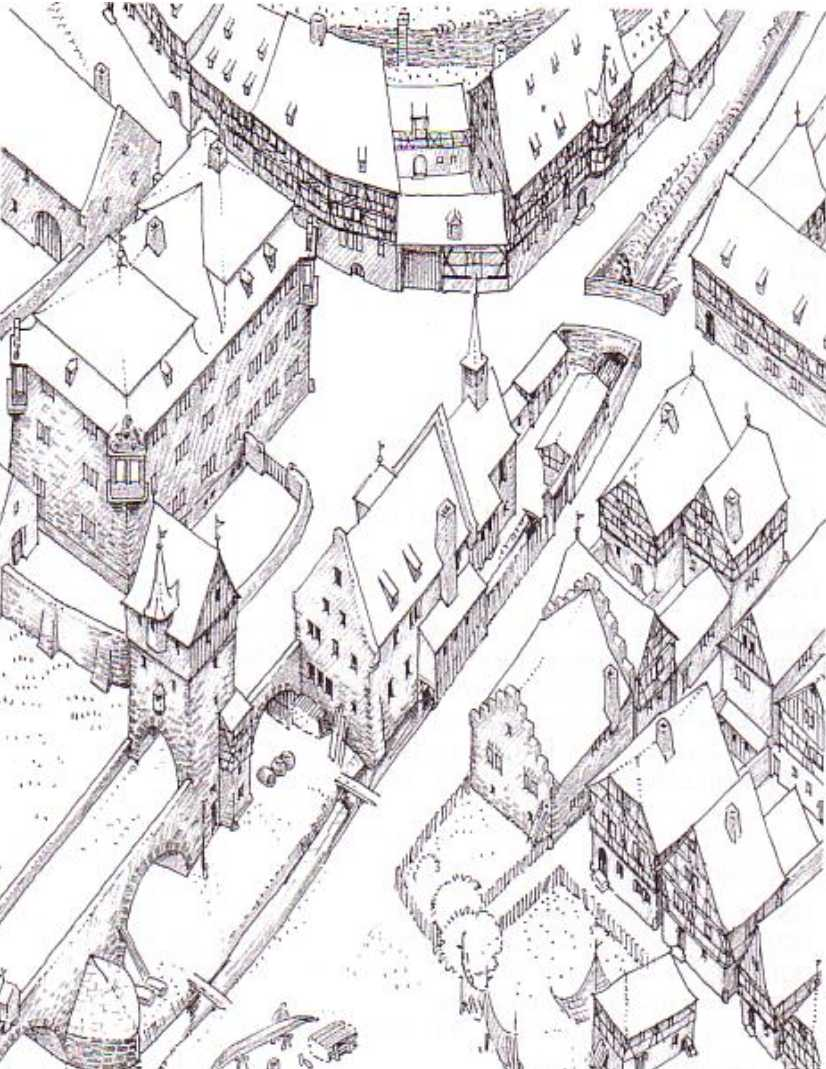
Elisabethenspital um 1750

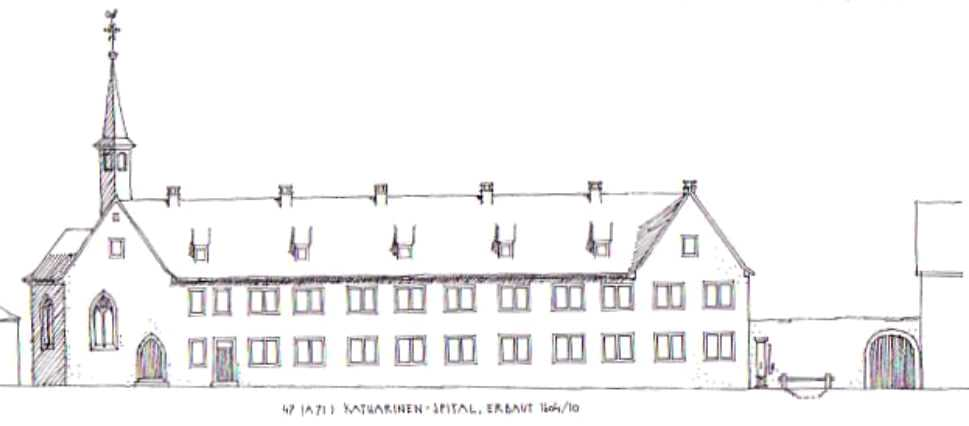
Katharinenspital

Das St. Katharinenspital in Aschaffenburg wurde 1604–1610 errichtet, die Kapelle 1618 geweiht, im Zweiten Weltkrieg zerstört und wiederaufgebaut. Heute dient sie als Kirche der Griechisch-orthodoxen Gemeinde St. Katharina (griech.: Hagia Ekaterini/Katerina).

## Geschichte

### Spital
Seit Mitte des 13. Jahrhunderts wird an der Mainbrücke außerhalb der Stadtbefestigung ein Heiliggeistspital erwähnt. Im darauffolgenden Jahrhundert nannte man es Elisabethenspital und erstellte 1508–1511 einen Neubau. Anfang des 17. Jahrhunderts wurde unweit ein neues Spital, etwas höher gelegen (Hochwasser des Mains), im Löhergraben gebaut. Unter dem Patronat der Hl. Katharina von Alexandrien diente das Katharinenspital als Pfründnerspital, während das Elisabethenspital als Armenspital bestehen blieb. 1766 durch Hochwasser und Eisgang schwer beschädigt wurde es niedergelegt. Die Kranken kamen in das Katharinenspital.

### Kapelle
1618 wurde die Katharinenkapelle eingeweiht, 1766 wurde die Hl. Elisabeth wurde Mitpatronin der Kapelle.
Die unter Aufsicht des Aschaffenburger Schlossbaumeisters Georg Ridinger, von den Maurermeistern Heinrich Hasenstab und Cyriakus Heymüller erbaute Kapelle liegt an der östlichen Schmalseite der Spitalsanlage. Ein rechteckiger Raum mit Chörchen, das um drei Sechseckseiten ausspringt. Chorbogen stichbogig, Flachdecken, an der Westseite Holzempore, die Fenster spitzbogig, Maßwerk zum Teil mit Fischblasen, spitzbogiges Portal an der Nordseite mit Stab und Kehlen profiliert. Der Eingang zur Sakristei stammt aus dem niedergelegten Vorgängerbau Herberge zum Schuh und trägt die Jahreszahl 1544. Ein geschieferter Dachreiter mit Spitzhelm krönt den Bau.
Ein kleiner Barock-Flügelaltar stammt aus dem frühen 17. Jahrhundert, das Altarbild – eine Grablegung Christi nach Tintoretto vermutlich von einem italisierenden Niederländer gemalt – wird flankiert von zwei toskanischen Säulen; auf der Innenseite der Flügel sind Passionsszenen dargestellt, außen Szenen aus dem Leben der Hl. Elisabeth. In die Predella ist ein kleiner Tabernakel eingebaut. Die Bekrönung des Altars, ein gebrochener Giebel mit geschnitzter Kreuzigungsgruppe (Christus am Kreuz, darunter Maria (Mutter Jesu) und Johannes (Apostel)). Da der Altar keinen Hinweis auf die Patronin des Spitals und der Kapelle, die Hl. Katharina, gibt wird angenommen, dass er aus der Kapelle des Elisabethenspitals stammt und nach der Niederlegung hier Aufstellung fand.
Der nördliche Seitenaltar eine Krippendarstellung, Alabasterrelief, ein Werk von Johannes (Hans) Juncker nicht urkundlich, wohl aber stilistisch beglaubigt. Der südliche Seitenaltar, drei gefasste Holzfiguren H. 1,20 m, Maria mit Kind um 1525, Hl. Elisabeth um 1525, vermutlich ebenfalls aus dem alten Elisabethenspital und St. Katharina um 1624.
1944/45 wurde das Pfründnerheim (Hinterhaus) total, das Vorderhaus mit Kapelle fast völlig zerstört, wobei Altar und Figuren geborgen wurden und heute im Stiftsmuseum ausgestellt sind; das Alabasterrelief befindet sich im Junkersaal des Schlossmuseums.
Die Umfassungsmauern wurden 1962 mit einem Notdach versehen. Pläne einer Erinnerungsstätte für die Opfer des Zweiten Weltkrieges als Ausgangspunkt für einen Neuen Zugang zur Parkanlage (aufgelassener Altstadtfriedhof) wurden diskutiert und verworfen.

### Orthodoxe Kapelle
1975 überließ der Stadtrat auf eine Anfrage der griechisch-orthodoxen Gemeinde dieser die Kapelle als Gottesdienstraum.

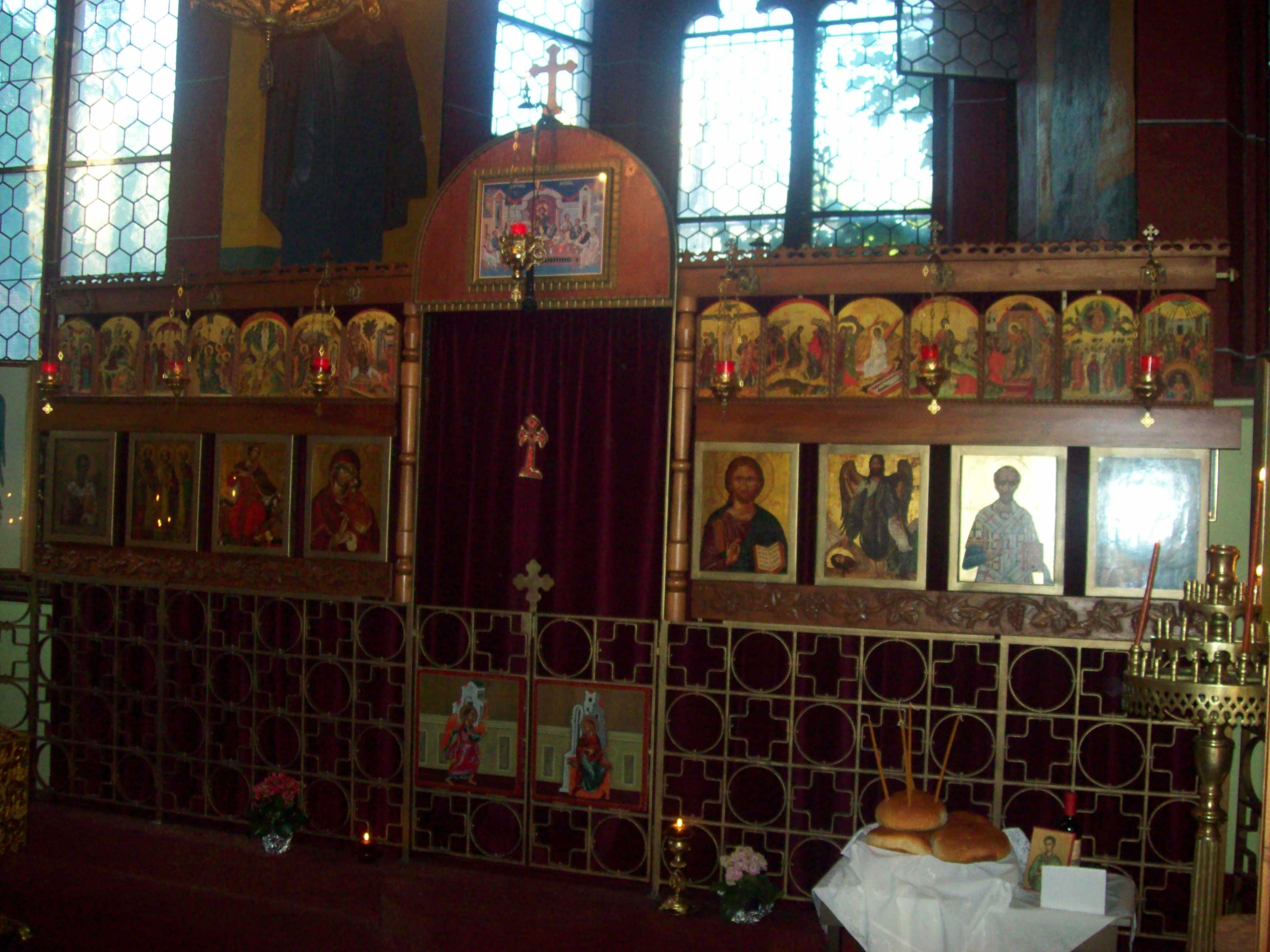
Ikonostase

Im Frühjahr 1978 begannen die Wiederaufbauarbeiten, die Kapelle erhielt ein steiles verschiefertes Walmdach, das gotische Maßwerk der Fenster wurde ergänzt, und innen unter Wahrung der noch erhaltenen originalen farblichen Fassung verputzt, ein Altarblock sowie ein schmiedeeisernes Gitter, das die Ikonostase (Ikonenwand) versinnbildlicht und eine Holzempore wurden eingebaut, ebenso eine Sakristei und sanitäre Einrichtungen zum Berghang hin. Am 28. Juli 1979 wurde die Kapelle in einem feierlichen Gottesdienst der griechisch-orthodoxen Gemeinde übergeben. Nach Ergänzungen entsprechend der liturgischen Vorgaben wurde die Kirche geweiht.
Diese Kapelle wurde am 4. Mai 1980 durch den Metropoliten Irineus und dem Erzpriester des Ökumenischen Patriarchats von Konstantinopel Antonios Maroussis der Heiligen Katharina als Griechisch-Orthodoxe Kirche geweiht.
Eine Tafel am Eingang zur Kapelle hält dieses Ereignis in deutscher und griechischer Sprache fest.
In den nachfolgenden Jahren wurde die Kirche mit Ikonen und anderen Kultgegenständen ausgestattet.